# 第11回デトロイト映画批評家協会賞
第11回デトロイト映画批評家協会賞は2017年の映画を対象としており、2017年12月4日にノミネーションが発表された。なお、受賞者は同年12月7日に発表された。

## 受賞・ノミネート一覧
※受賞は太字。

### 作品賞
- 『フロリダ・プロジェクト 真夏の魔法』
- 『ディザスター・アーティスト』
- 『ゲット・アウト』
- 『シェイプ・オブ・ウォーター』
- 『スリー・ビルボード』

### 監督賞
- ショーン・ベイカー - 『フロリダ・プロジェクト 真夏の魔法』
- グレタ・ガーウィグ - 『レディ・バード』
- ポール・トーマス・アンダーソン - 『ファントム・スレッド』
- クリストファー・ノーラン - 『ダンケルク』
- ジョーダン・ピール - 『ゲット・アウト』
- ギレルモ・デル・トロ - 『シェイプ・オブ・ウォーター』

### 主演男優賞
- ゲイリー・オールドマン - 『ウィンストン・チャーチル/ヒトラーから世界を救った男』
- ダニエル・デイ＝ルイス - 『ファントム・スレッド』
- ジェームズ・フランコ - 『ディザスター・アーティスト』
- ティモシー・シャラメ - 『君の名前で僕を呼んで』
- ロバート・パティンソン - 『グッド・タイム』

### 主演女優賞
- マーゴット・ロビー - 『アイ,トーニャ 史上最大のスキャンダル』
- フランシス・マクドーマンド - 『スリー・ビルボード』
- ジェシカ・チャステイン - 『モリーズ・ゲーム』
- サリー・ホーキンス - 『シェイプ・オブ・ウォーター』
- シアーシャ・ローナン - 『レディ・バード』

### 助演男優賞
- パトリック・スチュワート - 『LOGAN/ローガン』
- リチャード・ジェンキンス - 『シェイプ・オブ・ウォーター』
- ウィレム・デフォー - 『フロリダ・プロジェクト 真夏の魔法』
- サム・ロックウェル - 『スリー・ビルボード』
- マイケル・スタールバーグ - 『君の名前で僕を呼んで』

### 助演女優賞
- アリソン・ジャニー - 『アイ,トーニャ 史上最大のスキャンダル』
- ティファニー・ハディッシュ - 『ガールズ・トリップ』
- ホリー・ハンター - 『ビッグ・シック ぼくたちの大いなる目ざめ』
- メリッサ・レオ - 『クローズド・ガーデン』
- ローリー・メトカーフ - 『レディ・バード』

### 脚本賞
- グレタ・ガーウィグ - 『レディ・バード』
- ギレルモ・デル・トロ、ヴァネッサ・テイラー - 『シェイプ・オブ・ウォーター』
- クメイル・ナンジアニ、エミリー・V・ゴードン - 『ビッグ・シック ぼくたちの大いなる目ざめ』
- マーティン・マクドナー - 『スリー・ビルボード』
- ジョシュ・シンガー、リズ・ハンナ - 『ペンタゴン・ペーパーズ/最高機密文書』
- ジョーダン・ピール - 『ゲット・アウト』
- テイラー・シェリダン - 『ウィンド・リバー』

### アンサンブル演技賞
- 『ビッグ・シック ぼくたちの大いなる目ざめ』
- 『マッドバウンド 哀しき友情』
- 『レディ・バード』
- 『スリー・ビルボード』
- 『ペンタゴン・ペーパーズ/最高機密文書』

### ブレイクスルー賞
- ティモシー・シャラメ - 『君の名前で僕を呼んで』での演技に対して
- ティファニー・ハディッシュ - 『ガールズ・トリップ』での演技に対して
- ガル・ガドット - 『ワンダーウーマン』での演技に対して
- ジョーダン・ピール - 『ゲット・アウト』での演出及び脚本に対して
- ケイレブ・ランドリー・ジョーンズ - 『バリー・シール/アメリカをはめた男』、『ゲット・アウト』、『スリー・ビルボード』、『フロリダ・プロジェクト 真夏の魔法』での演技に対して

### アニメ映画賞
- 『レゴバットマン ザ・ムービー』
- 『スーパーヒーロー パンツマン』
- 『カーズ/クロスロード』
- 『リメンバー・ミー』
- 『ゴッホ 最期の手紙』

### 音楽賞
- 『ベイビー・ドライバー』
- 『ブレードランナー 2049』
- 『グッド・タイム』
- 『ファントム・スレッド』
- 『シェイプ・オブ・ウォーター』

### ドキュメンタリー映画賞
- 『The Defiant Ones』
- 『ヒューマン・フロー 大地漂流（英語版）』
- 『猫が教えてくれたこと』
- 『ジム&アンディ』
- 『ストロング・アイランド』
- 『Step』
- 『Whose Streets?』